# Microdesmus carri
Microdesmus carri är en fiskart som beskrevs av Gilbert, 1966. Microdesmus carri ingår i släktet Microdesmus och familjen Microdesmidae. Inga underarter finns listade i Catalogue of Life.